# Kimberly D. Bowes
Pour les articles homonymes, voir Bowes.
Kimberly D. Bowes (née en 1970) est une archéologue américaine, professeure en humanités classiques à l'université de Pennsylvanie. Elle est spécialiste en archéologie, culture matérielle et économie du monde romain. Elle a été directrice de l'American Academy in Rome de 2014 à 2017.

## Biographie
Bowes obtient un baccalauréat ès arts (summa cum laude) au Williams College en 1992 et une maîtrise ès arts avec distinction de l'Institut Courtauld en 1993. Elle est chercheuse à l'Université Harvard en 2001, termine son doctorat à l'Université de Princeton et commence sa carrière en tant que stagiaire postdoctorale et chargée de cours à l'Université Yale en 2002. Avant de commencer à l'Université de Pennsylvanie en 2010, Bowes enseigne à l'Université Fordham (2004–2007), à l'Université Cornell (2007–2010) et à l'American Academy de Rome (2012–2014).

## Thèmes de recherche
En utilisant les méthodes de l'archéologie, avec un intérêt pour la culture matérielle des mondes romains, Bowes étudie en particulier la pauvreté et la vie des pauvres. Son étude des paysans romains en Italie porte sur les hommes et femmes qui n'appartenaient pas à l’élite de l'empire. Elle essaie d'intégrer les données archéologiques, les théories anthropologiques et l'histoire de l’économie.
De 2009 à 2015, Bowes codirige le projet "Roman Peasant Project in Italy",. Le projet est la première étude systématique des modes de vie des paysans romains en Italie; il est soutenu par la National Science Foundation, la Loeb Foundation et le Penn Museum. La publication finale en deux volumes, The Roman Peasant Project 2009-2015: Excavating the Roman Rural Poor, est parue, publiée par le Penn Museum et l'Université de Pennsylvania Press, en 2021,,.

## Livres

### Monographies
- Kim Bowes, House and Society in the Later Roman Empire, London, Duckworth, coll. « Duckworth Debates in Archaeology », 2010 (ISBN 978-0-7156-3882-8)
- Kim Bowes, Private worship, public values, and religious change in late antiquity, Cambridge [England], Cambridge University Press, 2008 (ISBN 978-0-521-88593-5)

### Édition de volumes collectifs
- The Roman Peasant Project 2009-2014: excavating the Roman rural poor. University museum monograph, 154. Philadelphia: University of Pennsylvania Museum of Archaeology and Anthropology, 2020. Pp. xxvi, 753.  (ISBN 9781949057072)[10]
- National Narratives and the Medieval Mediterranean (special issue of Memoirs of the American Academy in Rome, edited with W. Tronzo, 2018)
- Kim Bowes, R. Hodges et Karen Francis (dir.), Between Text and Territory: Survey and Excavation in the terra of San Vincenzo al Volturno, London, British School at Rome, 2006 (ISBN 978-0-904152-48-7)
- Kim Bowes et M. Kulikowski (dir.), Hispania in Late Antiquity: Current Perspectives, vol. 24, Brill, coll. « The Medieval and Early Modern Iberian World », 2005